# Шпектор, Игорь Леонидович
Игорь Леонидович Шпектор (5 октября 1938, Харьков — 5 сентября 2020, Санкт-Петербург) — мэр городского округа Воркута (март 1998 — март 2007), президент Союза городов Заполярья и Крайнего Севера, с 2009 года член Общественной палаты РФ. C 2007 года проживал в Санкт-Петербурге.

## Образование
- Строительный техникум,
- Харьковский инженерно-строительный институт по специальности «инженер по теплоснабжению, водоснабжению и очистным сооружениям»
- Высшая партийная школа при ЦК КПСС

## Биография
В 1952 году вступил в члены комсомола ВЛКСМ
В 1958—1960 годах — служил в Советской армии (СА) в разведывательном подразделении.
С 1960 года — работал в Харькове на инженерных должностях на подшипниковом заводе, в институте «Водоканал НИИпроект».
В  1968—1994 годах — главный инженер управления «Тепловодоканал», Воркута.
Девять раз избирался депутатом районного и городского советов Воркуты, трижды — депутатом Верховного Совета и Государственного Совета Республики Коми.
С 1992 года — президент Союза городов Заполярья и Крайнего Севера России.
С 1994 года — начальник управления «Тепловодоканал».
С 1995 по 1997 год член Совета по местному самоуправлению при Президенте Российской Федерации, член коллегии Госкомсевера России.
Автор проекта и начальник строительства первой в СССР станции по очистке шахтных вод (всего их в Воркуте построено три).
С марта 1998 года по март 2007 года — был дважды избран мэром Воркуты.
По его инициативе с 1999 года Воркута стала местом проведения Спартакиады народов Севера России «Заполярные игры».
С 2000 года — член попечительского совета Фонда "Центр стратегических разработок «Северо-Запад».
С 2009 года —  член Общественной палаты РФ
С апреля 2014 года — заместитель председателя Общественного совета Министерства строительства и жилищно-коммунального хозяйства Российской Федерации (С. В. Степашина).
Являлся академиком, действительным членом Международной академии наук экологии и безопасности жизнедеятельности (МАНЭБ). Был членом Совета Ассоциации полярников Российской Федерации и членом Экспертного совета по Арктике и Антарктике при Председателе Совета Федерации Федерального Собрания Российской Федерации. 

### Инициатива на посту мэра
В сентябре 2006 года, мэр города Воркута Игорь Шпектор, публично заявил о готовности легализовать проституцию в своём городе, по его словам это снизит риск распространения ВИЧ и венерических заболеваний, увеличит доходы в городскую казну, снизит рост преступности. Но инициатива не получила одобрение вышестоящих властей.

## Награды и звания
- Орден Александра Невского (27 декабря 2018) — за достигнутые трудовые успехи, активную общественную деятельность и многолетнюю добросовестную работу[8];
- Орден Дружбы (3 апреля 2005) — за достигнутые трудовые успехи и многолетнюю добросовестную работу[9][10];
- Орден «Знак Почёта» (1980);
- Медаль «За трудовую доблесть» (1976);
- Медаль «Ветеран труда» (1988);
- Заслуженный работник жилищно-коммунального хозяйства Российской Федерации (1999)[11];
- Заслуженный работник народного хозяйства Республики Коми (1993);
- Почётный гражданин города Воркуты (1998)[12];
- Знак «Шахтёрская слава» трех степеней;
- Высшее почётное звание Республики Коми «Почётный гражданин» (посмертно) (Указ Главы Республики Коми от 08.08.2023 № 83)[13][14].

Именно по его инициативе в Воркуте, с 1998 года начались игры КВН.

## Семья
Женат вторым браком, первая супруга умерла. 
Имеет двоих внуков. Сын Леонид Шпектор — с 2002 по 6 июня 2003 года, был представителем правительства Республики Коми в Северо-Западном федеральном округе, до этого возглавлял в Санкт-Петербурге созданную им компанию АОЗТ «Росспан Инвестмент», после возглавлял департамент Восточной Европы панамской компании «International Motors S.R.L». В настоящее время работает и проживает в Москве.

## Память
- В 2021 году в музейно-выставочном центре открыт мемориальный кабинет экс-мэра города Воркуты[16].
- В 2022 году в Воркуте на доме № 9 по улице Мира, где жил И. Л. Шпектор, открыта памятная доска[17].